# Mohamed Ali Ben Romdhane
Mohamed Ali Ben Romdhane (Tunisi, 6 settembre 1999) è un calciatore tunisino, centrocampista del Al-Ahly e della nazionale tunisina.

## Caratteristiche tecniche
È un centrocampista centrale, ma può anche prestarsi nella posizione più arretrata di mediano, abile in fase di contenimento quando gioca in difesa, invece quando attacca fa risaltare il buon movimento senza palla e la potenza di tiro. Il suo piede forte è il destro ma sa adoperare anche il sinistro. Riesce a segnare calciando anche da fuori area, inoltre sa tirare di testa, e la sua affidabilità dagli undici metri lo rendono forte anche su penalty.

## Carriera

### Club

#### Espérance
Cresciuto nel settore giovanile dell'Espérance, ha esordito in prima squadra il 26 aprile 2017 disputando da titolare l'incontro del campionato tunisino vinto 1-0 contro il Métlaoui. Il 23 febbraio 2020 realizza il suo primo gol, che permette alla squadra di battere per 1-0 l'Hammam Lif. Durante la CAF Champions League segna una rete sconfiggendo per 3-2 l'Al-Ahly, è inoltre autore di una doppietta battendo per 3-1 il Zamalek. Realizza nove gol nell'edizione 2022-2023 del campionato, segna una doppietta sconfiggendo per 3-0 il Tataouine e battendo per 2-0 il Étoile du Sahel, l'ultima rete la realizza vincendo per 2-0 contro l'Olympique Béja.

#### Ferencváros
Nel 2023 si trasferisce in Ungheria giocando per il Ferencváros, segna il primo gol per la squadra con la rete del 3-0 battendo il Zalaegerszeg. Durante l'Europa League segna due gol, entrambi su colpo di testa, nella vittoria per 4-3 contro l'AZ Alkmaar.

#### Al-Ahly
Nel giugno del 2025 viene acquistato dagli egiziani dell'Al-Ahly, prendendo parte alla Coppa del mondo per club.

### Nazionale
Ha esordito con la nazionale maggiore tunisina il 20 ottobre 2019 disputando l'incontro di qualificazione per il Campionato delle Nazioni Africane 2020 vinto 2-1 contro la Libia. Il suo primo gol per la Tunisia lo segna il 14 giugno 2022 trasformando un rigore contro il Giappone vincendo per 3-0.
Ha partecipato alla Coppa d'Africa del 2021 ed ai Mondiali del 2022.

## Statistiche

### Presenze e reti nei club
Statistiche aggiornate al 24 giugno 2025.
| Stagione           | Squadra            | Campionato         | Campionato | Campionato | Coppe nazionali | Coppe nazionali | Coppe nazionali | Coppe continentali | Coppe continentali | Coppe continentali | Altre coppe  | Altre coppe | Altre coppe | Totale | Totale |
| Stagione           | Squadra            | Comp               | Pres       | Reti       | Comp            | Pres            | Reti            | Comp               | Pres               | Reti               | Comp         | Pres        | Reti        | Pres   | Reti   |
| ------------------ | ------------------ | ------------------ | ---------- | ---------- | --------------- | --------------- | --------------- | ------------------ | ------------------ | ------------------ | ------------ | ----------- | ----------- | ------ | ------ |
| 2017-2018          | Espérance          | L1                 | 2          | 0          | CT              | 0               | 0               | CCL                | 0                  | 0                  | -            | -           | -           | 2      | 0      |
| 2018-2019          | Espérance          | L1                 | 9          | 0          | CT              | 1               | 0               | CCL                | 1                  | 0                  | ST+SA+Cmc    | 0           | 0           | 11     | 0      |
| 2019-2020          | Espérance          | L1                 | 14         | 1          | CT              | 2               | 0               | CCL                | 8                  | 0                  | ST+SA+Cmc    | 0+0+1       | 0           | 25     | 1      |
| 2020-2021          | Espérance          | L1                 | 23         | 5          | CT              | 1               | 0               | CCL                | 11                 | 5                  | ST           | 1           | 1           | 36     | 11     |
| 2021-2022          | Espérance          | L1                 | 11+10      | 0+4        | CT              | 0               | 0               | CCL                | 9                  | 4                  | ST           | 1           | 0           | 31     | 8      |
| 2022-2023          | Espérance          | L1                 | 13+11      | 7+2        | CT              | 3               | 2               | CCL                | 11                 | 3                  | -            | -           | -           | 38     | 14     |
| Totale Espérance   | Totale Espérance   | Totale Espérance   | 93         | 19         |                 | 7               | 2               |                    | 40                 | 12                 |              | 3           | 1           | 143    | 34     |
| 2023-2024          | Ferencváros        | NB1                | 23         | 2          | CU              | 4               | 0               | UCL+UECL           | 1+12               | 0                  | -            | -           | -           | 40     | 2      |
| 2024-giu. 2025     | Ferencváros        | NB1                | 19         | 3          | CU              | 3               | 1               | UCL+UEL            | 2+10               | 0+2                | -            | -           | -           | 34     | 6      |
| Totale Ferencváros | Totale Ferencváros | Totale Ferencváros | 42         | 5          |                 | 7               | 1               |                    | 25                 | 2                  |              | -           | -           | 74     | 8      |
| giu. 2025          | Al-Ahly            | PL                 | -          | -          | CE+CdL          | -               | -               | CCL                | -                  | -                  | SE+SA+CI+Cmc | 0+0+0+3     | 0+0+0+1     | 3      | 1      |
| Totale carriera    | Totale carriera    | Totale carriera    | 135        | 24         |                 | 14              | 3               |                    | 65                 | 14                 |              | 6           | 2           | 220    | 43     |

### Cronologia presenze e reti in nazionale
| Cronologia completa delle presenze e delle reti in nazionale ― Tunisia | Cronologia completa delle presenze e delle reti in nazionale ― Tunisia | Cronologia completa delle presenze e delle reti in nazionale ― Tunisia | Cronologia completa delle presenze e delle reti in nazionale ― Tunisia | Cronologia completa delle presenze e delle reti in nazionale ― Tunisia | Cronologia completa delle presenze e delle reti in nazionale ― Tunisia | Cronologia completa delle presenze e delle reti in nazionale ― Tunisia | Cronologia completa delle presenze e delle reti in nazionale ― Tunisia |
| Data                                                                   | Città                                                                  | In casa                                                                | Risultato                                                              | Ospiti                                                                 | Competizione                                                           | Reti                                                                   | Note                                                                   |
| ---------------------------------------------------------------------- | ---------------------------------------------------------------------- | ---------------------------------------------------------------------- | ---------------------------------------------------------------------- | ---------------------------------------------------------------------- | ---------------------------------------------------------------------- | ---------------------------------------------------------------------- | ---------------------------------------------------------------------- |
| 20-10-2019                                                             | Salé                                                                   | Libia                                                                  | 1 – 2                                                                  | Tunisia                                                                | Qualif. CHAN 2020                                                      | -                                                                      | 90+1’                                                                  |
| 15-11-2019                                                             | Radès                                                                  | Tunisia                                                                | 4 – 1                                                                  | Libia                                                                  | Qual. Coppa d'Africa 2021                                              | -                                                                      | 67’                                                                    |
| 19-11-2019                                                             | Malabo                                                                 | Guinea Equatoriale                                                     | 0 – 1                                                                  | Tunisia                                                                | Qual. Coppa d'Africa 2021                                              | -                                                                      | 61’                                                                    |
| 25-3-2021                                                              | Benghazi                                                               | Libia                                                                  | 2 – 5                                                                  | Tunisia                                                                | Qual. Coppa d'Africa 2021                                              | -                                                                      |                                                                        |
| 5-6-2021                                                               | Tunisi                                                                 | Tunisia                                                                | 1 – 0                                                                  | RD del Congo                                                           | Amichevole                                                             | -                                                                      |                                                                        |
| 11-6-2021                                                              | Radès                                                                  | Tunisia                                                                | 0 – 2                                                                  | Algeria                                                                | Amichevole                                                             | -                                                                      | 46’                                                                    |
| 7-9-2021                                                               | Ndola                                                                  | Zambia                                                                 | 0 – 2                                                                  | Tunisia                                                                | Qual. Mondiali 2022                                                    | -                                                                      | 74’ 78’                                                                |
| 7-10-2021                                                              | Radès                                                                  | Tunisia                                                                | 3 – 0                                                                  | Mauritania                                                             | Qual. Mondiali 2022                                                    | -                                                                      | 75’                                                                    |
| 10-10-2021                                                             | Nouakchott                                                             | Mauritania                                                             | 0 – 0                                                                  | Tunisia                                                                | Qual. Mondiali 2022                                                    | -                                                                      | 72’                                                                    |
| 13-11-2021                                                             | Malabo                                                                 | Guinea Equatoriale                                                     | 1 – 0                                                                  | Tunisia                                                                | Qual. Mondiali 2022                                                    | -                                                                      | 74’                                                                    |
| 16-11-2021                                                             | Tunisi                                                                 | Tunisia                                                                | 3 – 1                                                                  | Zambia                                                                 | Qual. Mondiali 2022                                                    | -                                                                      | 77’                                                                    |
| 30-11-2021                                                             | Ar Rayyan                                                              | Tunisia                                                                | 5 – 1                                                                  | Mauritania                                                             | Coppa araba FIFA 2021 - 1º turno                                       | -                                                                      | 52’                                                                    |
| 3-12-2021                                                              | Al Khawr                                                               | Siria                                                                  | 2 – 0                                                                  | Tunisia                                                                | Coppa araba FIFA 2021 - 1º turno                                       | -                                                                      | 55’                                                                    |
| 15-12-2021                                                             | Doha                                                                   | Tunisia                                                                | 1 – 0                                                                  | Egitto                                                                 | Coppa araba FIFA 2021 - Semifinale                                     | -                                                                      | 40’                                                                    |
| 18-12-2021                                                             | Doha                                                                   | Tunisia                                                                | 0 – 2 dts                                                              | Algeria                                                                | Coppa araba FIFA 2021 - Finale                                         | -                                                                      | 88’                                                                    |
| 16-1-2022                                                              | Limbe                                                                  | Tunisia                                                                | 4 – 0                                                                  | Mauritania                                                             | Coppa d'Africa 2021 - 1º turno                                         | -                                                                      | 60’                                                                    |
| 25-3-2022                                                              | Bamako                                                                 | Mali                                                                   | 0 – 1                                                                  | Tunisia                                                                | Qual. Mondiali 2022                                                    | -                                                                      |                                                                        |
| 29-3-2022                                                              | Radès                                                                  | Tunisia                                                                | 0 – 0                                                                  | Mali                                                                   | Qual. Mondiali 2022                                                    | -                                                                      |                                                                        |
| 2-6-2022                                                               | Radès                                                                  | Tunisia                                                                | 4 – 0                                                                  | Guinea Equatoriale                                                     | Qual. Coppa d'Africa 2023                                              | -                                                                      | 65’                                                                    |
| 5-6-2022                                                               | Francistown                                                            | Botswana                                                               | 0 – 0                                                                  | Tunisia                                                                | Qual. Coppa d'Africa 2023                                              | -                                                                      | 86’                                                                    |
| 10-6-2022                                                              | Kobe                                                                   | Cile                                                                   | 0 – 2                                                                  | Tunisia                                                                | Kirin Cup                                                              | -                                                                      | 68’                                                                    |
| 14-6-2022                                                              | Suita                                                                  | Giappone                                                               | 0 – 3                                                                  | Tunisia                                                                | Amichevole                                                             | 1                                                                      | 77’                                                                    |
| 16-11-2022                                                             | Al Rayyan                                                              | Tunisia                                                                | 2 – 0                                                                  | Iran                                                                   | Amichevole                                                             | -                                                                      |                                                                        |
| 30-11-2022                                                             | Al Rayyan                                                              | Tunisia                                                                | 1 – 0                                                                  | Francia                                                                | Mondiali 2022 - 1º turno                                               | -                                                                      | 74’                                                                    |
| 24-3-2023                                                              | Radès                                                                  | Tunisia                                                                | 3 – 0                                                                  | Libia                                                                  | Qual. Coppa d'Africa 2023                                              | -                                                                      | 83’                                                                    |
| 28-3-2023                                                              | Bengasi                                                                | Libia                                                                  | 0 – 1                                                                  | Tunisia                                                                | Qual. Coppa d'Africa 2023                                              | -                                                                      | 85’                                                                    |
| 17-6-2023                                                              | Malabo                                                                 | Guinea Equatoriale                                                     | 1 – 0                                                                  | Tunisia                                                                | Qual. Coppa d'Africa 2023                                              | -                                                                      | 90+2’                                                                  |
| 20-6-2023                                                              | Annaba                                                                 | Algeria                                                                | 1 – 1                                                                  | Tunisia                                                                | Amichevole                                                             | -                                                                      | 90+3’                                                                  |
| 7-9-2023                                                               | Radès                                                                  | Tunisia                                                                | 3 – 0                                                                  | Botswana                                                               | Qual. Coppa d'Africa 2023                                              | -                                                                      | 76’                                                                    |
| 12-9-2023                                                              | Il Cairo                                                               | Egitto                                                                 | 1 – 3                                                                  | Tunisia                                                                | Amichevole                                                             | -                                                                      | 64’                                                                    |
| 13-10-2023                                                             | Seul                                                                   | Corea del Sud                                                          | 4 – 0                                                                  | Tunisia                                                                | Amichevole                                                             | -                                                                      | 65’                                                                    |
| 17-10-2023                                                             | Kōbe                                                                   | Giappone                                                               | 2 – 0                                                                  | Tunisia                                                                | Amichevole                                                             | -                                                                      | 75’                                                                    |
| 6-1-2024                                                               | Radès                                                                  | Tunisia                                                                | 0 – 0                                                                  | Mauritania                                                             | Amichevole                                                             | -                                                                      | 58’                                                                    |
| 10-1-2024                                                              | Radès                                                                  | Tunisia                                                                | 2 – 0                                                                  | Capo Verde                                                             | Amichevole                                                             | -                                                                      | 64’                                                                    |
| 16-1-2024                                                              | Korhogo                                                                | Tunisia                                                                | 0 – 1                                                                  | Namibia                                                                | Coppa d'Africa 2023 - 1º turno                                         | -                                                                      | 46’                                                                    |
| 20-1-2024                                                              | Korhogo                                                                | Tunisia                                                                | 1 – 1                                                                  | Mali                                                                   | Coppa d'Africa 2023 - 1º turno                                         | -                                                                      | 88’                                                                    |
| 24-1-2024                                                              | Korhogo                                                                | Sudafrica                                                              | 0 – 0                                                                  | Tunisia                                                                | Coppa d'Africa 2023 - 1º turno                                         | -                                                                      | 84’                                                                    |
| 23-3-2024                                                              | Il Cairo                                                               | Tunisia                                                                | 0 – 0 (4 – 5 dtr)                                                      | Croazia                                                                | Amichevole                                                             | -                                                                      |                                                                        |
| 26-3-2024                                                              | Il Cairo                                                               | Nuova Zelanda                                                          | 0 – 0 (2 – 4 dtr)                                                      | Tunisia                                                                | Amichevole                                                             | -                                                                      |                                                                        |
| 5-6-2024                                                               | Tunisi                                                                 | Tunisia                                                                | 1 – 0                                                                  | Guinea Equatoriale                                                     | Qual. Mondiali 2026                                                    | 1                                                                      | 90+1’                                                                  |
| 5-9-2024                                                               | Radès                                                                  | Tunisia                                                                | 1 – 0                                                                  | Madagascar                                                             | Qual. Coppa d'Africa 2025                                              | -                                                                      | 70’                                                                    |
| 8-9-2024                                                               | Bakau                                                                  | Gambia                                                                 | 1 – 2                                                                  | Tunisia                                                                | Qual. Coppa d'Africa 2025                                              | 1                                                                      |                                                                        |
| 11-10-2024                                                             | Radès                                                                  | Tunisia                                                                | 0 – 1                                                                  | Comore                                                                 | Qual. Coppa d'Africa 2025                                              | -                                                                      | 86’                                                                    |
| 15-10-2024                                                             | Abidjan                                                                | Comore                                                                 | 1 – 1                                                                  | Tunisia                                                                | Qual. Coppa d'Africa 2025                                              | -                                                                      | 68’ 90+2’                                                              |
| 14-11-2024                                                             | Pretoria                                                               | Madagascar                                                             | 2 – 3                                                                  | Tunisia                                                                | Qual. Coppa d'Africa 2025                                              | -                                                                      | 64’                                                                    |
| 18-11-2024                                                             | Radès                                                                  | Tunisia                                                                | 0 – 1                                                                  | Gambia                                                                 | Qual. Coppa d'Africa 2025                                              | -                                                                      | 61’                                                                    |
| 19-3-2025                                                              | Monrovia                                                               | Liberia                                                                | 0 – 1                                                                  | Tunisia                                                                | Qual. Mondiali 2026                                                    | -                                                                      | 76’ 90+4’                                                              |
| Totale                                                                 |                                                                        | Presenze                                                               | 46                                                                     |                                                                        | Reti                                                                   | 3                                                                      |                                                                        |

## Palmarès

### Club

#### Competizioni nazionali
- Campionato tunisino: 5

Espérance: 2017-2018, 2018-2019, 2019-2020, 2020-2021, 2021-2022
- Supercoppa di Tunisia: 3

Espérance: 2019, 2020, 2021
- Campionato ungherese: 2

Ferencvaros: 2023-2024, 2024-2025

#### Competizioni internazionali
- CAF Champions League: 2

Espérance: 2018, 2018-2019
- Coppa dei Campioni araba per club: 1

Espérance: 2017